# フランチェスコ・パオロ・トスティ

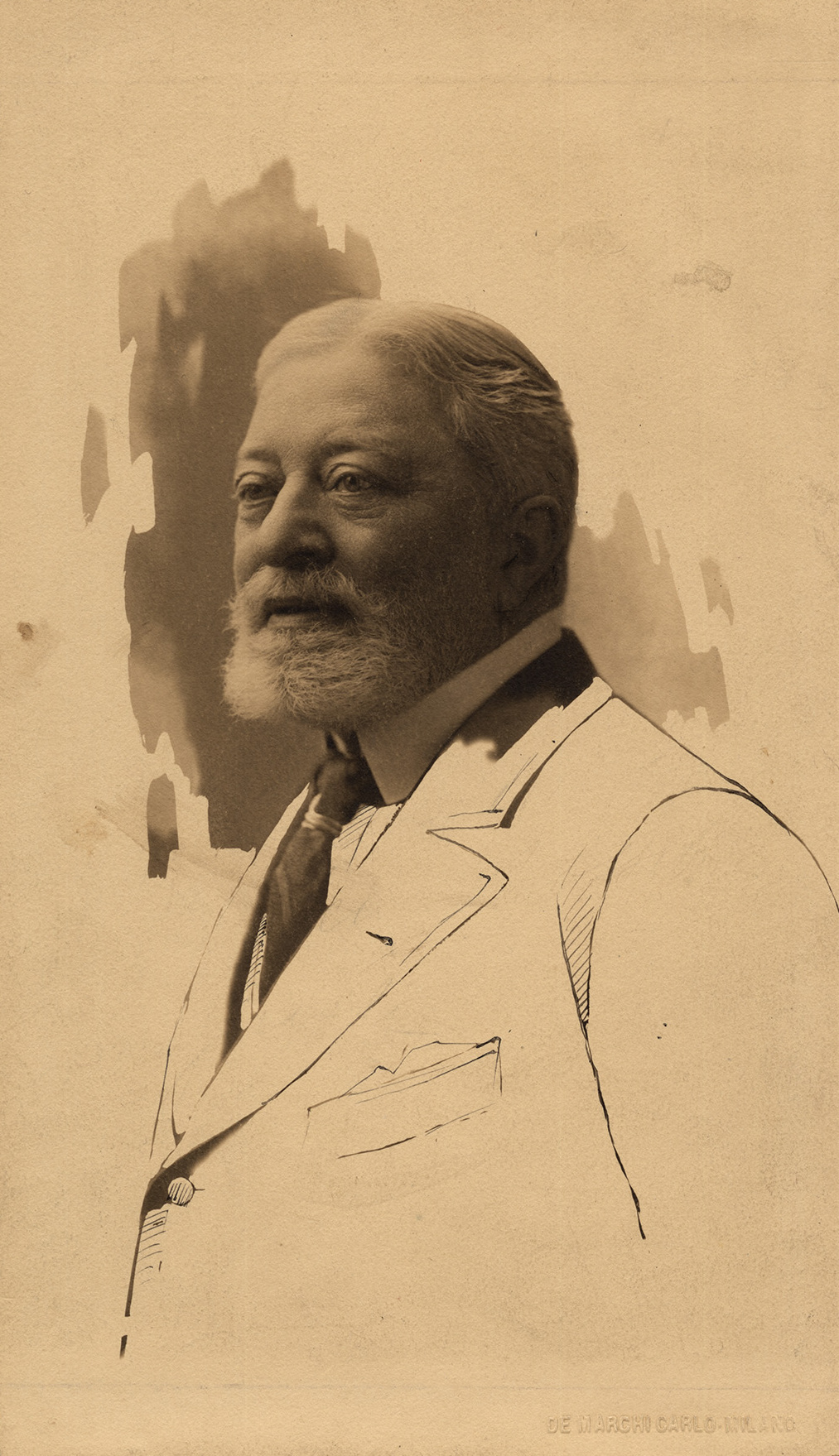
フランチェスコ・パオロ・トスティ

サー･フランチェスコ・パオロ・トスティ（Sir Francesco Paolo Tosti, 1846年4月9日 - 1916年12月2日）は、イタリアの作曲家、声楽教師。歌曲の作曲家として知られる。

## 生涯

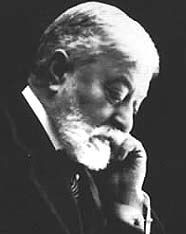
フランチェスコ・パオロ・トスティ

現アブルッツォ州キエーティ県オルトーナに生まれる。幼くしてヴァイオリンの神童として知られ、1858年、12歳にしてナポリ音楽院に入学、ヴァイオリンと作曲の研鑽を続ける。当時の作曲の師にはサヴェリオ・メルカダンテも含まれる。在学当時には、教官助手も務めていた。1866年、ヴァイオリンでディプロマ取得し、その時期から歌曲を作曲しはじめている。その後、20代前半で故郷オルトーナに戻り、オルガン演奏・指揮者の職に就いた（教官助手の激務などから健康を害し、静養に入っていたという説もある）。そこで書き溜めた小歌曲集が認められ、1875年頃からはローマをはじめとするイタリアで盛んにサロン用歌曲を発表する。やがてトスティはイタリア王室の声楽教師、1880年ごろからはロンドンに移住しイギリス王室の声楽教師となる。1906年には英国臣民となり、1908年には準男爵に叙せられた。1912年にイタリアに戻る。狭心症に1915年ごろから苦しめられている中でも、少なくとも1916年（没年）の秋まで作曲していたと見られるが、その年の初冬に病状が悪化し、12月2日、ローマで他界した。
英語は一言も解さなかったとの説もあるが、母語のイタリア語のみならず、英語やフランス語を原詩とする多くの歌曲の小品を作曲、その多くが今日でもリサイタル用ピースとして愛されている。イタリア語に関しては、17歳年下の詩人ガブリエーレ・ダンヌンツィオとのコラボレーションは少なくとも33曲におよび、中でも歌曲集「アマランタの4つの歌」が特に有名である。

## 著名な作品
歌曲
- アマランタの4つの歌
  - 暁は光と闇とを分かつ　L'alba sepàra dalla luce l'ombra （詞：ダンヌンツィオ）
- セレナータ La Serenata （詞：チェザーレ）
- 夢 Sogno（詞：ステッケッティ）
- 秘め事（秘密） Segreto （詞：ステッケッティ）
- さらば Addio!（詞：パリアーラ）
- もはや君を慕わず（君なんかもう） Non t'amo più （詞：エッリコ）
- 祈り Preghiera （詞：パリアーラ）
- 最後の歌 L'ultima canzone （詞：チンミーノ）